# Archer (Familienname)
Archer (englisch für „Bogenschütze“, entspricht dem deutschen Schütze, Schütz und Schütt) ist ein englischer Familienname.

## Namensträger
- Alexander Archer (1908–1979), britischer Eishockeyspieler und -trainer
- Allan Frost Archer (1908–1994), US-amerikanischer Arachnologe
- Amy Archer-Gilligan (1869–1962), US-amerikanische Mörderin
- Anne Archer (* 1947), US-amerikanische Schauspielerin
- Anthony Archer-Wills (* 1946), britischer Moderator und Autor
- Anton Archer († 1505), bernischer Heerführer und Staatsmann
- Archie Archer (1899–1982), englischer Fußballspieler
- Arthur Archer (1877–1940), englischer Fußballspieler
- Beverly Archer (* 1948), US-amerikanische Schauspielerin
- Bill Archer (Fußballspieler, 1880) (William John Archer, 1880–1962), englischer Fußballspieler
- Bill Archer (Fußballspieler, 1908) (John William Archer, 1908–1985), englischer Fußballspieler
- Bill Archer (Fußballspieler, 1914) (William Henry Archer, 1914–1992), englischer Fußballspieler
- Brenda Archer (* 1942), guyanische Hochspringerin
- Cam Archer (* 1981), US-amerikanischer Filmemacher und Fotograf
- Cameron Archer (* 2001), englischer Fußballspieler
- Carl Archer (* 1948), Sprinter aus Trinidad & Tobago
- Colin Archer (1832–1921), norwegischer Schiffbauingenieur
- David Archer (* 1960), US-amerikanischer Geologe und Geophysiker
- David Archer (Hockeyspieler) (* 1928), britischer Hockeyspieler
- David D. Archer, Jr., stellvertretender Gouverneur der Britischen Jungferninseln
- Dennis Archer (* 1942), amerikanischer Jurist und ehemaliger Bürgermeister von Detroit
- Derek Archer (* 1960), Leichtathlet aus Trinidad & Tobago
- Elizabeth K. Archer (2014 promoviert), britische Zoologin
- Ernest Archer (1910–1990), britischer Artdirector und Szenenbildner
- Ethel Archer (1885–1961), britische Dichterin und Esoterikerin
- Eugene Archer (1930–1973), US-amerikanischer Filmkritiker und Drehbuchautor
- Franz Seraphim Archer (1813–1879), Mitglied der Frankfurter Nationalversammlung
- Frederick Archer (1900–1973), englischer Fußballspieler
- Frederick Scott Archer (1813–1857), britischer Bildhauer und Erfinder
- Garath Archer (* 1974), englischer Rugby-Union-Spieler
- Gem Archer (* 1966), englischer Musiker
- Geoffrey Francis Archer (1882–1964), britischer Kolonialadministrator und Ornithologe
- George Archer (1939–2005), US-amerikanischer Golfspieler
- George Archer (Fußballspieler) (1899–1993), englischer Fußballspieler
- Georgiana Archer (1827–1882), schottische Lehrerin
- Gleason Leonard Archer (1916–2004), US-amerikanischer Anwalt und Theologe
- Hazel Larsen Archer (1921–2001), US-amerikanische Fotografin und Kunstpädagogin
- Holly Archer (* 1993), britische Mittelstreckenläuferin
- Jack Archer (Leichtathlet) (1921–1997), britischer Sprinter
- Jack Archer (Schauspieler), britischer Schauspieler
- James Jay Archer (1817–1864), konföderierter Brigadegeneral
- Jeffrey Archer (* 1940), britischer Politiker und Schriftsteller
- Jim Archer (* 1932), US-amerikanischer Baseballspieler der MLB
- Joey Archer (1938–2025), US-amerikanischer Boxer
- Jofra Archer (* 1994), englischer Cricketspieler
- John Archer (Politiker, 1741) (1741–1810), US-amerikanischer Politiker (Maryland)
- John Archer (Politiker, 1863) (1863–1932), britischer Politiker und Aktivist
- John Archer (Schachspieler) (1909–1975), südafrikanischer Schachspieler
- John Archer (Schauspieler) (1915–1999), US-amerikanischer Schauspieler
- John Archer (1921–1997), britischer Leichtathlet, siehe Jack Archer (Leichtathlet)
- John Archer (General) (1924–1999), britischer General
- John Archer (Fußballspieler, 1936) (1936–1987), englischer Fußballtorhüter
- John Archer (Fußballspieler, 1941) (* 1941), englischer Fußballspieler
- Johnny Archer (* 1968), US-amerikanischer Poolbillardspieler
- Jordan Archer (* 1993), schottischer Fußballtorhüter
- Kimberly Archer (* 1973), US-amerikanische Komponistin und Hochschullehrerin
- Lance Archer (* 1977), US-amerikanischer Wrestler
- Lee Archer (Fußballspieler) (* 1972), englischer Fußballspieler
- Leland Archer (* 1996), Fußballspieler aus Trinidad und Tobago
- Les Archer (1907–2001), britischer Motorradrennfahrer
- Liam Archer (1892–1969), irischer Offizier, Chef des Generalstabes
- Linda Buckley-Archer (* 1958), britische Schriftstellerin
- Malcolm Archer (* 1952), britischer Organist, Chorleiter und Komponist
- Margaret S. Archer (1943–2023), britische Soziologin
- Maria Archer (1899–1982), portugiesische Schriftstellerin und Aktivistin
- Martin Archer (* 1957), britischer Jazzmusiker, Komponist und Bandleader
- Michael Archer (* 1945), australisch-amerikanischer Paläontologe und Zoologe
- Michael Dan Archer (* 1955), britischer Bildhauer
- Mildred Archer (1911–2005), englische Ethnologin und Kunsthistorikerin
- Neill Archer (* 1961), englischer Tenor
- Nuscha de Archer (* 1934), deutsche Kostümbildnerin
- Peter Archer, Baron Archer of Sandwell (1926–2012), britischer Politiker
- Phil Archer (* 1952), englischer Fußballspieler
- Phillip Archer (* 1972), englischer Golfsportler
- Philip Edward Archer (1925–2002), ghanaischer Richter
- Ron Archer (1933–2005), englischer Fußballspieler
- Rudolph W. Archer (1869–1932), US-amerikanischer Politiker
- Simon Archer (* 1973), britischer Badmintonspieler
- Stevenson Archer (Politiker, 1786) (1786–1848), US-amerikanischer Politiker
- Stevenson Archer (Politiker, 1827) (1827–1898), US-amerikanischer Politiker
- Stuart Archer († 2015), britischer Heeresoffizier und Weltkriegsveteran
- Tasmin Archer (* 1963), englische Sängerin
- Thomas Archer († 1329), Großprior der Malteser in England, siehe Thomas L’Archer
- Thomas Archer (Architekt) (1668–1743), britischer Architekt
- Thomas Archer (Politiker) (1790–1850), australischer Landbesitzer und Politiker
- Thomas Archer (Schafzüchter) (1823–1905), australischer Schafzüchter
- Thomas Archer (Sänger) (1899–1971), kanadischer Sänger und Musikkritiker
- Tommy Archer (* 1954), US-amerikanischer Autorennfahrer
- Tony Archer (* 1938), britischer Jazzmusiker
- Vicente Archer, US-amerikanischer Jazzmusiker
- Victoria Asare-Archer, britische Drehbuchautorin
- Violet Archer (1913–2000), kanadische Komponistin
- William Archer (Botaniker) (1820–1874), australischer Botaniker, Architekt, Maler und Politiker
- William Archer (Naturforscher) (1830–1897), irischer Naturforscher
- William Archer (Kritiker) (1856–1924), schottischer Theaterkritiker und Bühnendichter
- William Reynolds Archer junior (* 1928), US-amerikanischer Politiker
- William S. Archer (1789–1855), US-amerikanischer Politiker

## Fiktive Figuren
- Jonathan Archer, Captain der Enterprise NX-01, siehe Figuren im Star-Trek-Universum #Captain Jonathan Archer